# 디에고 보네타
디에고 보네타(Diego Boneta, 1990년 11월 29일 ~ )는 멕시코의 가수 및 배우이다.

## 출연 작품
- 더 타이탄 - 루이스 에르난데스 역
- 어나더 유
- 블러드 언 휠스
- 몬스터 파티
- 터미네이터: 다크 페이트 - 디에고 라모스 역
- 몬스터 헌터
- 뉴 오더 - 다니엘 역